# Scheinkamelien
Die Scheinkamelien (Stewartia) sind eine Pflanzengattung aus der Familie der Teestrauchgewächse (Theaceae). Die Gattung ist nach John Stuart, dem 3. Earl von Bute, benannt.

## Beschreibung
Scheinkamelien sind immergrüne oder laubabwerfende Bäume oder Sträucher. Die gegenständigen Laubblätter sind  häutig oder ledrig. Der Blattrand ist meist gezähnt. Die kurzen Blütenstiele sind geflügelt. Nebenblätter fehlen.
Die gestielten Blüten stehen einzeln in den Blattachseln oder zu wenigen in kurzen traubigen Blütenständen zusammen.
Es gibt zwei bleibende Vorblätter. Die zwittrigen Blüten sind fünfzählig. Die fünf gleich geformten Kelchblätter sind an ihrer Basis verwachsen. Die fünf weißen oder gelblich-weißen Kronblätter sind an ihrer Basis schwach verwachsen. 
Bei den zahlreichen Staubblättern sind die Staubfäden in ihrer unteren Hälfte miteinander und mit den Kronblättern verwachsen. Der oberständige Fruchtknoten ist fünffächrig, mit ein bis sieben Samenanlagen je Fruchtblatt. Der Griffel ist unverzweigt oder verzweigt. 
Die fünfrippige, fünffächerige, eiförmige bis zylindrische Kapselfrucht ist üblicherweise umschlossen vom erhalten bleibenden Kelch. Die annähernd eiförmigen oder abgeflachten, kleinen Samen sind geflügelt oder nicht. Die Keimblätter sind dünn und flach. Das fleischige Endosperm ist meist hauchdünn. 

## Verbreitung
Die Gattung findet sich in Asien und Amerika. Zentrum der Artenvielfalt ist China mit etwa 20 Arten. Darüber hinaus kommen verbreitet drei Arten in Japan und Korea und zwei Arten im Südosten der USA vor. 

## Systematik

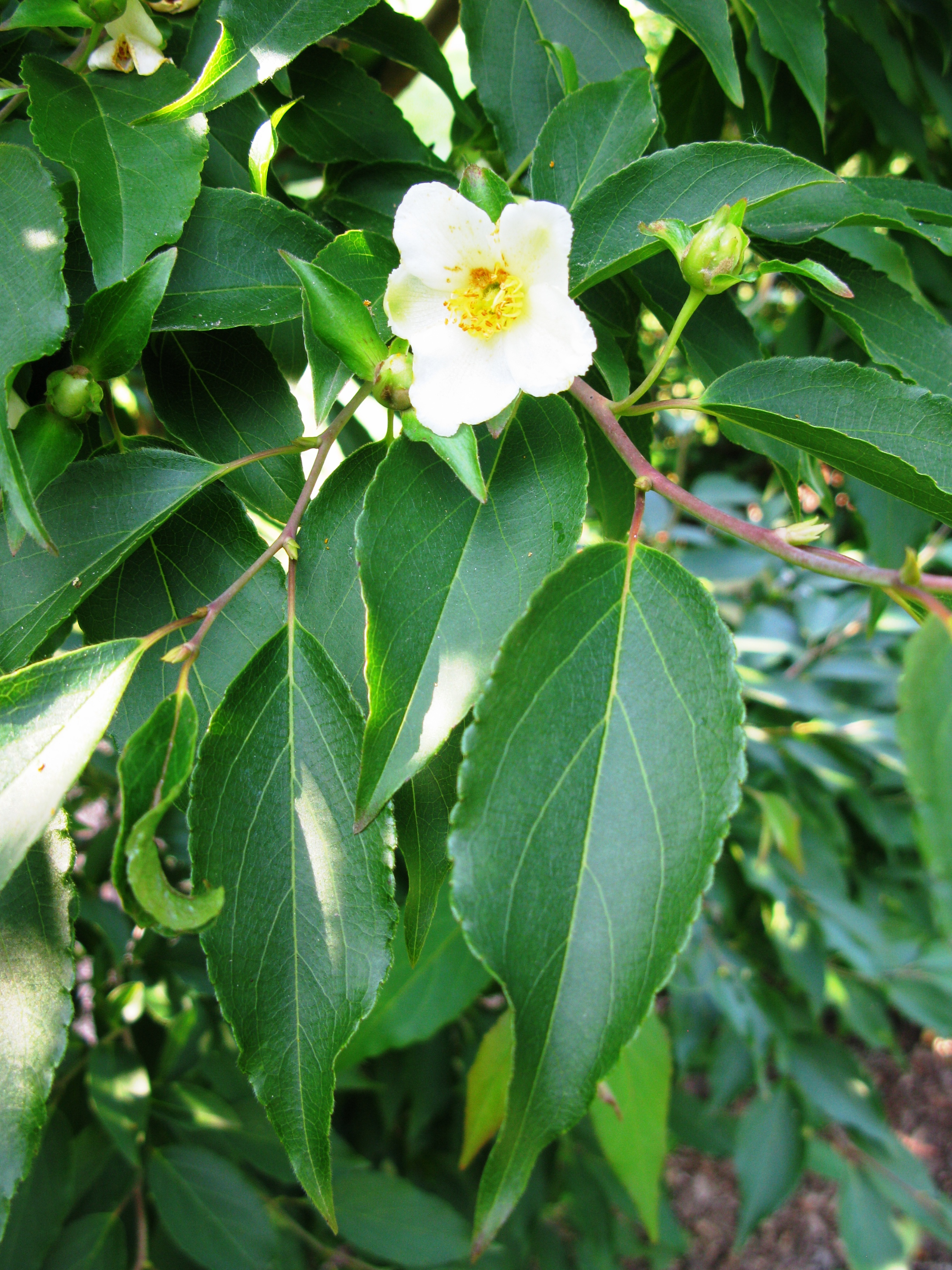
Stewartia monadelpha

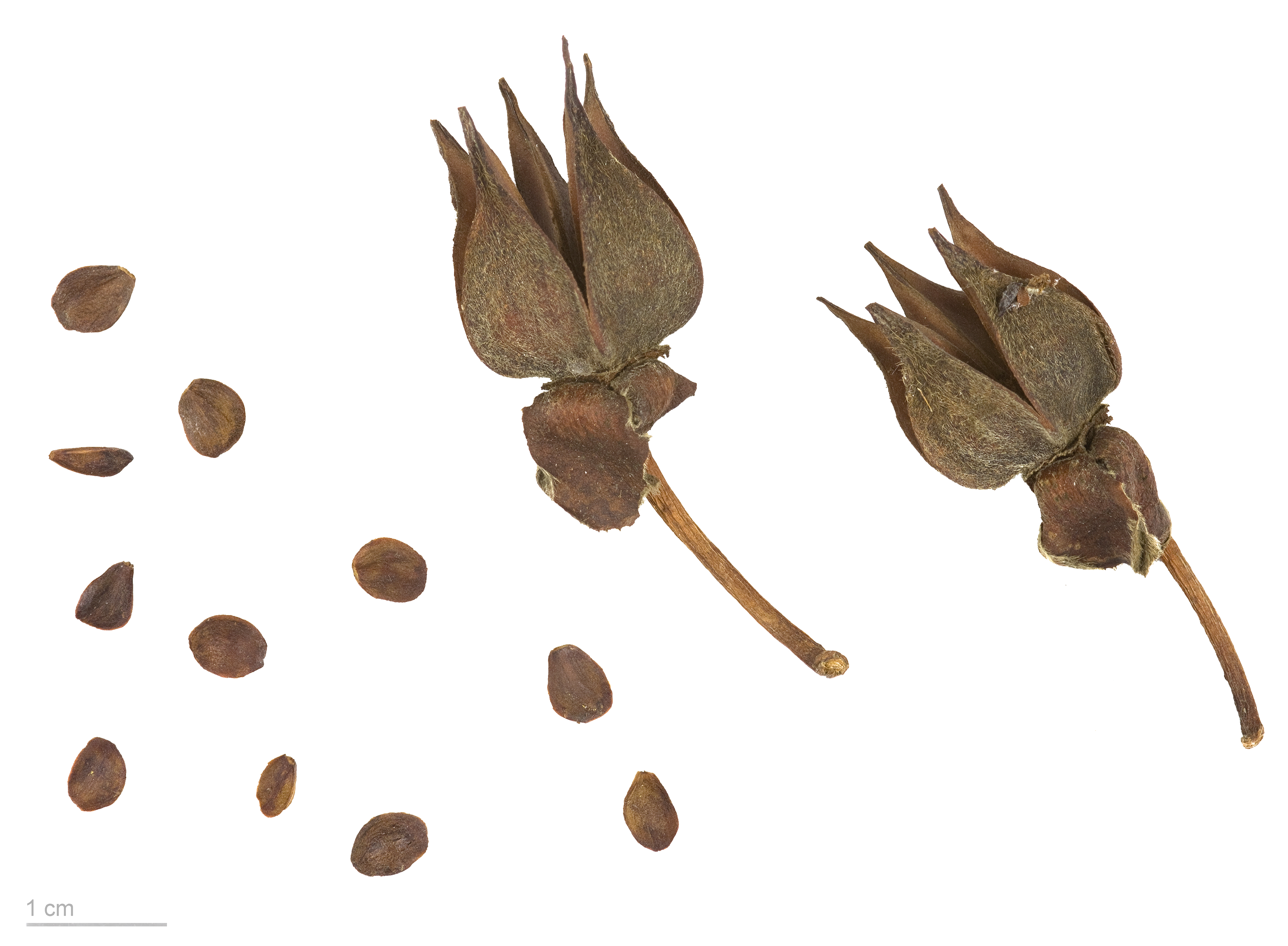
Stewartia pseudocamellia var. koreana, Früchte und Samen

Die Gattung enthält rund 30 Arten, darunter:
- Stewartia calcicola T.L.Ming & J.Li: Sie kommt in Guangxi und Yunnan vor.[2]
- Stewartia cordifolia (H.L.Li) J.Li & T.L.Ming: Sie kommt in Guangxi, Guizhou und Hunan vor.[2]
- Stewartia crassifolia (S.Z.Yan) J.Li & T.L.Ming: Sie kommt in Guangdong, Guangxi, Hunan und Jiangxi vor.[2]
- Stewartia densivillosa (Hu ex Hung T.Chang & C.X.Ye) J.Li & T.L.Ming: Sie kommt in Yunnan vor.[2]
- Stewartia laotica (Gagnep.) J.Li & T.L.Ming: Sie kommt in Laos, Vietnam, Yunnan und Guangxi vor.[2]
- Stewartia malacodendron L.: Sie kommt in Texas und in den südöstlichen Vereinigten Staaten vor.[3]
- Stewartia medogensis J.Li & T.L.Ming: Sie kommt in Xizang vor.[2]
- Stewartia micrantha (Chun) Sealy: Sie kommt in Fujian und in Guangdong vor.[2]
- Stewartia monadelpha Siebold & Zucc.: Sie kommt in Japan vor auf Honshu, Kyushu und Shikoku.[3]
- Stewartia obovata (Chun ex Hung T.Chang) J.Li & T.L.Ming: Sie kommt in Guangxi und Guangdong vor.[2]
- Stewartia ovata (Cav.) Weath.: Sie kommt in Alabama, Georgia, Kentucky, Mississippi, North Carolina, South Carolina, Tennessee und Virginia vor.[3]
- Japanische Scheinkamelie oder Sommerkamelie (Stewartia pseudocamellia Maxim.): Man kann zwei Varietäten unterscheiden[3]:
  - Stewartia pseudocamellia var. pseudocamellia: Sie kommt in Japan vor auf Honshu, Kyushu und Shikoku.
  - Koreanische Scheinkamelie (Stewartia pseudocamellia var. koreana (Nakai) Sealy, Syn.: Stewartia koreana Nakai ex Rehder): Sie kommt in Südkorea vor.
- Stewartia pteropetiolata W.C.Cheng: Sie kommt im südlichen und westlichen Yunnan vor.[2]
- Aufrechte Scheinkamelie (Stewartia rostrata Spongberg): Sie kommt in den chinesischen Provinzen Anhui, Henan, Hubei, Hunan, Jiangxi und Zhejiang vor.[2]
- Stewartia rubiginosa Hung T.Chang: Sie kommt in zwei Varietäten in Guangdong, Guangxi und Hunan vor.[2]
- Stewartia sichuanensis (S.Z.Yan) J.Li & T.L.Ming: Sie kommt in Sichuan vor.[2]
- Stewartia sinensis Rehder & E. H. Wilson: Sie kommt in vier Varietäten in Anhui, Fujian, Guangxi, Guizhou, Henan, Hubei, Hunan, Jiangxi, Shaanxi, Sichuan, Yunnan und Zhejiang vor.[2]
- Stewartia sinii (Wu) Sealy: Sie kommt in Guangxi vor.[2]
- Stewartia villosa Merr.: Sie kommt in drei Varietäten in Guangdong, Guangxi und Jiangxi vor.[2]

## Nachweise
- P.F. Stevens, S. Dressler, A.L. Weitzman: Theaceae. In: Klaus Kubitzki (Hrsg.): The Families and Genera of Vascular Plants. Volume 6: Flowering Plants, Dicotyledons: Celastrales, Oxalidales, Rosales, Cornales, Ericales. Springer, Berlin / Heidelberg / New York 2004, ISBN 3-540-06512-1, S. 463–471 (englisch, eingeschränkte Vorschau in der Google-Buchsuche).
- Beschreibung in der Flora of China. (engl.)